# Dixie Chicken
Dixie Chicken (1973) è il terzo album di studio del gruppo musicale statunitense Little Feat ed il primo prodotto da Lowell George.

## Il disco
Il lavoro fu inciso dopo una pausa di riflessione, seguita all'uscita dal complesso di Roy Estrada, il quale, a causa del mancato successo ottenuto dai due dischi precedenti, preferì lasciare la band per unirsi a Captain Beefheart e la sua Magic Band. I tre componenti rimasti (Lowell George, Bill Payne e Richard Hayward) decisero così di rifondare la formazione inserendo un altro chitarrista (Paul Barrere), un percussionista (Sam Clayton), oltre al bassista Kenny Gradney, in sostituzione del dimissionario Estrada. Con questa line-up estesa e più versatile, i Little Feat realizzarono quello che, da una parte della critica, è ritenuto l'album migliore della loro carriera.
Rispetto ai due precedenti, questo lavoro conserva i contenuti musicali all'insegna di una fusione tra black music e folk americano, nonché la bizzarra ironia dei testi, ma vi aggiunge l'influenza del New Orleans Sound, del quale in quel periodo George si era innamorato: nella scaletta del disco figura infatti On Your Way Down, una composizione di Allen Toussaint, celebre autore della città della Louisiana, della quale è originario pure Gradney.
Delle dieci tracce totali, il chitarrista californiano ne scrisse sette, ritenute da alcuni esperti le "vette" del repertorio che porta la sua firma: tra di esse merita menzionare la title track, d'ispirazione ragtime, nonché uno dei brani dei Little Feat più ripresi da altri artisti, la scanzonata Fat Man In The Bathtub, la lenta Kiss It Off, che inserisce interventi di sintetizzatore su una base ritmica in cui emergono le congas, e la brillante Juliette, considerata uno dei vertici dell'opera insieme alla funky Two Trains.  
Tra gli altri brani non composti da George spiccano Walkin' All Night, nata da una jam session d'ispirazione blues, della quale conserva la struttura, e Fool Yourself scritta da Fred Tackett, che farà parte della band statunitense, al momento della sua ricostituzione negli anni 80.
Da notare inoltre che alle session dell'album, tra i vari collaboratori, presero parte come coriste Bonnie Bramlett (metà del duo Delaney & Bonnie) e la chitarrista blues Bonnie Raitt.

## Tracce

### Lato 1
1. Dixie Chicken – 3:55 (Fred Martin, Lowell George)
2. Two Trains – 3:06 (Lowell George)
3. Roll Um Easy – 2:30 (Lowell George)
4. On Your Way Down – 5:31 (Allen Toussaint)
5. Kiss It Off – 2:56 (Lowell George)

### Lato 2
1. Fool Yourself – 3:10 (Fred Tackett)
2. Walkin All Night – 3:35 (Bill Payne, Paul Barrere)
3. Fat Man In The Bathtub – 4:29 (Lowell George)
4. Juliette – 3:20 (Lowell George)
5. Lafayette Railroad – 3:40 (Bill Payne, Lowell George)

## Formazione

### Gruppo
- Lowell George – chitarra, campanaccio, voce
- Kenny Gradney – basso elettrico
- Sam Clayton – congas
- Richard Hayward – batteria, cori
- Paul Barrere - chitarra, voce (brano: Walkin' All Night)
- Bill Payne – tastiere, pianoforte, voce (brano: Walkin' All Night)

### Altri musicisti
- Fred Tackett – chitarra acustica
- Bonnie Bramlett - cori
- Bonnie Raitt - cori
- Daring Dan Hutton - cori
- Debbie Lindsey - cori
- Gloria Jones - cori
- Stephanie Spurville - cori
- Tret Fure - cori
- Malcolm Cecil – sintetizzatore
- Milt Holland – Tabla

### Produzione
- Lowell George – produttore